# Il «Signor Zero» e il manoscritto medievale
Il «Signor Zero» e il manoscritto medievale è un romanzo giallo di Laura Mancinelli pubblicato da Einaudi nel 2006.

## Edizioni
- Il «Signor Zero» e il manoscritto medievale, collana Arcipelago Einaudi n.89, Einaudi, 2006.